# Камышлово (район Магжана Жумабаева)
Камышлово (каз. Камышлово) — упразднённое село в районе Магжана Жумабаева Северо-Казахстанской области Казахстана. Входило в состав Конюховского сельского округа. Исключено из учётных данных в 2024 году.
Находится вблизи границы с Российской Федерацией, примерно в 37 км к северо-востоку от города Булаево, административного центра района, на высоте 127 метров над уровнем моря. Код КАТО — 593647300.

## История
Основано в 1840 году. В 1928 году состояло из 139 хозяйств, основное население — русские. Центр Камышловского сельсовета Исилькульского района Омского округа Сибирского края. В 1932 году Камышловский сельский совет был перечислен в состав Булаевского района Казахской АССР.

## Население
В 1999 году численность населения села составляла 249 человек (120 мужчин и 129 женщин). По данным переписи 2009 года, в селе проживало 88 человек (51 мужчина и 37 женщин).